# جسی (بازیکن فوتبال)
جسی (به پرتغالی: Jecimauro José Borges) مدافع اهل برزیل است که در شهر Guaratinguetá و در تاریخ ۲۲ آوریل ۱۹۸۰ به دنیا آمده‌است.
جسی در تیم‌های فوتبال Taubaté سابقهٔ حضور دارد.